# Nikos Katsavakis
Nikos Katsavakis (Serres, Grecia, 16 de mayo de 1979) es un futbolista griego. Juega de defensa y su equipo actual es el Anorthosis Famagusta.

## Biografía
Nikos Katsavakis, que actúa de defensa central, ha jugado en su país natal para el Veria FC, AO Kavala y el Panserraikos FC.
En 2002 se marcha a Chipre, donde se une al Digenis Akritas Morphou. En 2004 ficha por su actual club, el Anorthosis Famagusta, con el que gana una Liga en su primera temporada. Gana un título de Copa en 2007 y, al año siguiente, se proclama de nuevo campeón de Liga. Ese mismo verano el equipo se clasifica para disputar la fase final de la Liga de Campeones de la UEFA, siendo el primer club chipriota en conseguirlo.

## Clubes
| Club                    | País   | Año       |
| ----------------------- | ------ | --------- |
| Veria FC                | Grecia | 1996-1998 |
| AO Kavala               | Grecia | 1998-2000 |
| Panserraikos FC         | Grecia | 2000-2002 |
| Digenis Akritas Morphou | Chipre | 2002-2004 |
| Anorthosis Famagusta    | Chipre | 2004-     |

## Títulos
- 2 Ligas de Chipre (Anorthosis Famagusta, 2005 y 2008)
- 1 Copa de Chipre (Anorthosis Famagusta, 2007)
- 1 Supercopa de Chipre (Anorthosis Famagusta, 2007)